# Лейсі Штурм
Лейсі Ніколя Штурм (англ. Lacey Nicole Sturm); нар. 4 вересня 1981, Хомстед, Флорида, США) — американська авторка пісень, співачка та гітаристка. Колишня вокалістка гурту Flyleaf, нині займається сольною кар'єрою, бере участь у євангелічних проєктах, пише книгу про своє життя.

## Біографія
Народилася у місті Хомстед (штат Флорида, США) у бідній родині. Коли мати не могла заплатити за житло, вони переїжджали до іншого місця. Через постійні переїзди та конфлікти з матір'ю Лейсі почала вживати наркотики.
Вперше, коли я скуштувала наркотики, мені було десять років. Я знала, що це неправильно… Я розуміла, що це шкідливо та погано. Але коли мені було тринадцять, я зустріла інших підлітків, які теж вживали наркотики, і я почала свідомо вживати наркотики. Я хотіла зрозуміти себе.
У 16 років боротьба між Лейсі та її матір'ю стала настільки сильною, що вона була змушена залишити свій будинок в Арлінгтоні. Вона перебралася в Галфпорт, де жили її бабуся та дідусь. Там вона приєдналася до гурту, який шукав басиста. Штурм писала ліричні тексти для гурту, співала, грала. Через деякий час залишила гурт через суперечки, оскільки їй не давали висловити свої почуття у музиці.
Штурм стала атеїсткою. Після бідного життя з матір'ю вона жила з багатими бабусею та дідусем і почувала себе невлаштованою в житті. У 16 схилялася до самогубства. Коли вона відрізала своє волосся під час нервового зриву, бабуся почала кричати, благаючи сходити до церкви. Лейсі відвідала службу лише щоб бабуся перестала кричати.
Після служби думки про самогубство не відступили, але на виході з церкви її зупинив послушник і сказав: «я ніколи не знав свого батька». Це зачепило її, і після молитви Штурм навернулася до віри.
Короткий шлюб, що закінчився розлученням, змусив її переїхати до міста Темпл, штат Техас, де Штурм зустріла першого учасника свого гурту — барабанщика Джеймса Калпеппера. Він створював мелодії до її пісень. Незабаром вони об'єдналися з гітаристами Джаредом Гартманном та Саміром Батчарієм, гурт якого нещодавно розпався. Басист Пат Сілс став заключним штрихом. Штурм вважає «Flyleaf» чимось на кшталт гурту, який виконує християнський рок, хоча не такий вже й позитивний, проте перспективний.

### Особисте життя
З 6 вересня 2008 року Лейсі одружена з гітаристом Джошуа Штурмом. Подружжя має трьох синів: Джошуа Льюїс «Джек» Штурм-молодший (нар. 09.04.2011), Ерроу Девід Штурм (07.08.2013) та Аттікус Айзек Штурм (07.07.2018).